# Ava DuVernay
Ava Marie DuVernay (* 24. srpna 1972, Long Beach, Kalifornie) je americká filmová režisérka, producentka a scenáristka. Se svým snímkem Sama v prázdnotě (v orig. Middle of Nowhere) zvítězila v roce 2012 na filmovém festivalu Sundance; stala se tak první Afroameričankou, která to dokázala. Za svůj další film, historické drama Selma byla jako první Afroameričanka nominována na Zlatý glóbus za nejlepší režii a Oscara za nejlepší film. V roce 2016 byla za svůj dokumentární film 13th, věnující se systémovému uvězňování Afroameričanů, nominována na Oscara za nejlepší dokumentární film. Dokument také získal dvě ceny Emmy.
V roce 2018 šel do kin její první velkorozpočtový film, fantasy V pasti času, ve kterém si hlavní role zahrály Oprah Winfrey, Reese Witherspoonová, Mindy Kaling a Storm Reid. Spolu s reklamou stál film obrovských 250 milionů dolarů. Na domácím trhu snímek sice utržil 100 milionů dolarů, ale v zahraničí propadl; z ostatních trhů si odnesl jen 30 milionů dolarů, čímž se ocitl ve ztrátě kolem 86 až 186 milionů dolarů. DuVernay přesto byla první afroamerickou režisérkou, která na domácím trhu překonala hranici 100 milionů utržených dolarů.
V roce 2019 vytvořila, zrežírovala a podílela se na scénáři a produkci minisérie pro Netflix s názvem When They See Us. Seriál byl nominován na 11 cen Emmy.

## Filmografie

### Film
- 2010 – Budu tě následovat (v orig. I Will Follow)
- 2012 – Sama v prázdnotě (v orig. Middle of Nowhere)
- 2014 – Selma
- 2018 – V pasti času (v orig. A Wrinkle in Time)

### Televize
- 2013 – Skandál (v orig. Scandal) – epizoda 3.8 Vermont is For Lovers, Too
- 2015 – For Justice – neodvysíláný pilotní díl
- 2016–... – Queen Sugar – tvůrkyně seriálu, režírovala první dvě epizody, jako scenáristka se podílela na 4 epizodách, produkce
- 2019 – When They See Us – tvůrkyně seriálu, režie, scénář, produkce
- 2020–... – Cherish the Day – tvůrkyně seriálu, jako scenáristka se podílela na 1 epizodě, produkce
- 2021 – Colin in Black & White – tvůrkyně seriálu, režie, produkce
- 2021 – Home Sweet Home – tvůrkyně show, produkce
- 2022 – Naomi – tvůrkyně seriálu, scénář několika dílů, produkce
- 2022 – DMZ – režie pilotní epizody, produkce

### Dokumentární film
- 2007 – Compton in C Minor
- 2008 – This is the Life: How the West Was One
- 2016 – August 28: A Day in the Life of a People
- 2016 – 13th